# Moteur à disque en nutation

Fonctionnement du moteur Dakeyne à disque en nutation

Un moteur à disque en nutation est un moteur à explosion constitué essentiellement  d'une seule pièce en rotation entraînant directement le vilebrequin.  Initialement breveté en 1993, il se distingue des autres moteurs à combustion interne par de nombreux points et sa course est une nutation.

## Fonctionnement
Dans sa configuration de base, l'élément principal du moteur est un disque en nutation qui ne tourne pas, dont le moyeu central est monté au milieu d'un arbre en forme de 'Z'. Cet arbre tourne alors que le disque oscille sans tourner. Le mouvement du disque parcourt une portion de sphère. Une partie de la surface du disque est utilisée pour l'admission et la compression, une autre partie est utilisée pour faire l'étanchéité avec un carter central, la dernière partie étant utilisée pour l'expansion et l'échappement. L'air comprimé est admis dans un accumulateur externe et ensuite dans une chambre de combustion externe avant d'être envoyé sur la face motrice du disque. La combustion externe permet l'utilisation de carburant diesel dans des moteurs de petite taille, lui donnant des possibilités unique pour la propulsion des drones et d'autres applications. Un des avantages importants de ce type de moteur est le recouvrement des courses motrices.
La puissance est transmise directement sur l'arbre de sortie, éliminant tout l'embiellage usuel d'un moteur à pistons. Comme le disque ne tourne pas, la vitesse au niveau des segments est inférieure à celle d'un moteur à explosion. Cependant la longueur totale du segment est importante, ce qui peut annuler le bénéfice de cette faible vitesse.
Le disque oscille dans un carter et dans sa version de base, la moitié d'un disque fait l'admission et la compression, alors que l'autre moitié fait l'explosion et l'échappement. Il faut noter que le disque peut être configuré pour avoir des volumes de compression et d'expansion égaux, ou avoir un volume de compression plus faible que le volume d'expansion. Ce qui signifie que ce type de moteur peut être turbocompressé ou fonctionner suivant un cycle de Miller / cycle d'Atkinson.

## Brevets et histoire de la production
Le brevet U.S. N° 5 251 594 a été attribué à Leonard Meyer (Illinois, États-Unis) en 1993 pour un "moteur à combustion interne à disque en nutation". Le moteur Meyer est un nouveau type de moteur à combustion interne avec une meilleure puissance massique que les moteurs à pistons classiques et peut fonctionner avec toutes sortes de carburant, comprenant l'essence, le fioul lourd et l'hydrogène. Le brevet fait référence à divers moteurs à disque en nutation créés aux États-Unis durant le XXe siècle, mais aucune référence au moteur Dakeyne d'origine. La similarité avec son prédécesseur hydraulique vieux de 166 ans est cependant évidente, la principale différence étant que le disque n'est plus plat mais légèrement convexe. Un prototype unique a été testé brièvement entraîné par sa propre force motrice, avec une puissance massique comparable à des moteurs quatre temps classiques. Les auteurs du rapport technique de développement de la NASA et de l'US Navy affirment qu'une version de production de ce nouveau moteur pour les drones devraient fournir une puissance massique de 3.5 ch/kg ou 2.7 kW/kg . Ceci est légèrement supérieur au rapport poids/puissance des moteurs automobiles actuels, mais est loin des moteurs (2 temps) Graupner G58 ou  Desert Air DA 150.
Une société du nom de McMasters, dirigée initialement par un entrepreneur américain Harold McMaster est en train de développer un moteur à disque en nutation brûlant un mélange d'hydrogène et d'oxygène purs qui développerait une puissance de 200 ch mais ne pèserait qu'un dixième d'un moteur automobile équivalent.
Actuellement la société McMasters affirme avoir dépensé 10 millions de dollars US pour son développement. Des plans sont élaborés pour une version miniature de la taille d'une tasse à café qui pourrait être installée dans le moyeu d'une roue, supprimant ainsi la transmission. Ce concept a été testé initialement dans une Mini Moke British Leyland  mais était, à l'époque, sévèrement handicapé par l'absence d'un système de synchronisation fiable - ce qui est plus facile aujourd'hui avec les microprocesseurs embarqués. Une version essence est aussi prévue par McMasters, qui prétend que son fonctionnement est nettement plus propre que celui d'un moteur classique.

## Histoire
Le principe du moteur actuel a été essayé initialement dans une pompe et un moteur hydraulique inventé au XIXe siècle à Darley Dale, Derbyshire par deux jeunes frères et breveté en 1830 en Angleterre par leur père, Daniel Dakeyne (Dakin), avocat et antiquaire qui possédait aussi un moulin à lin motorisé par ses fils par un moteur hydraulique connu localement sous le nom de "The Romping Lion". Il avait une seule pièce en mouvement. (N° brevet US 5882). Puissance estimée de 35 ch.
Les mêmes fils avaient déjà, alors adolescents en 1794, aussi inventé The Equalinium, une machine pour la préparation du lin avant cordage. 
Frank Nixon dans son livre The Industrial Archaeology of Derbyshire (1969) a écrit que « La caractéristique la plus spectaculaire de cette astucieuse machine est la difficulté expérimentée par ceux qui essayent de la décrire ; les auteurs du brevet et Stephen Glover ont seulement réussi à produire des descriptions totalement incompréhensibles ».
Bien qu'ayant été réussie et ayant fait l'objet de versions à vapeur plus grandes pour l'épuisement des mines de plomb d'Alport près de Youlgreave, le succès des machines à vapeur plus conventionnelles a renvoyé ce type de machine dans l'oubli.
La même géométrie est toujours en usage dans certains compteurs d'eau domestiques,.